# Alleroj (rejon nożaj-jurtowski)
Alleroj (ros. Аллерой) – wieś w Rosji, w Czeczenii, w rejonie nożaj-jurtowskim. W 2010 liczyła 1085 mieszkańców.